# Helicopsyche vallonia
Helicopsyche vallonia là một loài Trichoptera trong họ Helicopsychidae. Chúng phân bố ở miền Australasia.